# SV Karlshagen 1938
Der SV Karlshagen 1938 war ein kurzlebiger Sportverein im Deutschen Reich mit Sitz in den heutigen Gemeinden Peenemünde und später Karlshagen im Landkreis Vorpommern-Greifswald.

## Geschichte
Der Verein wurde 1938 als SV Peenemünde in Peenemünde gegründet. Der Verein trat erstmals in der Saison 1940/41 in der 1. Klasse Pommern an. In der nächsten Saison wurde der SV Gruppenerster und konnte am Bezirksfinale teilnehmen, das Ergebnis dieser Partie ist nicht mehr bekannt. Der Gegner in Form des LSV Dievenow durfte danach aber an der Aufstiegsrunde teilnehmen. In der Saison 1942/43 konnte die Mannschaft dann wiederum nur den dritten Platz in ihrer Gruppe erreichen. Es gab für den SV in dieser Saison jedoch auch nur drei Spiele.
Zur nächsten Saison benannte sich der Verein in SV Karlshagen 1938 um und zog wohl auch mit seinem Vereinssitz in die benachbarte Gemeinde. In dieser Saison konnte der SV Meister seiner Kreisgruppe B werden und somit an der Aufstiegsrunde zur Gauliga Pommern teilnehmen. Nach vier gespielten Spielen landete der SV mit 4:4 Punkten auf dem zweiten Platz. Zur neuen Saison wurden aber sowieso alle Vereine, die noch am Spielbetrieb teilnehmen konnten, in die Gauliga Pommern eingeteilt und dort in sogenannte Sportkreisgruppen eingeteilt. Die Gruppe Greifswald des Abschnitt West wurde dem TSV zugeteilt. Das einzige vor dem Abbruch des Spielbetriebs ausgetragene Spiel der gesamten Gruppe bestritt der Verein gegen den LSV Dievenow, der das Spiel mit 1:0 gewinnen konnte. Spätestens am Ende des Zweiten Weltkriegs wurde der Verein dann auch vermutlich aufgelöst.